# Wayne Taylor
Wayne Taylor, född den 15 juli 1956 i Port Elizabeth, Sydafrika, är en sydafrikansk racerförare. Han är far till Ricky och Jordan Taylor.

## Racingkarriär
Taylor har framförallt tävlat i sportvagnar, och 1987 slutade han fyra i Le Mans 24-timmars, vilket gav honom möjligheten att köra i Sportvagns-VM. Efter att ha tävlat där i ett par år flyttade Taylor sin fokus till att tävla i USA och i IMSA GT Championship. Han inledde med en fjärdeplats säsongen 1991, och sedan vann han titeln 1994 och 1996. Han lyckades även vara med och vinna Daytona 24-timmars 1998. Det var den sista säsongen för GT-mästerskapet, och sedan kom Taylor att bli en av toppförarna i Rolex Sports Car Series arrangerad av Grand-Am. Han vann såväl Daytona som mästerskapet 2005 tillsammans med Max Angelelli och duon deltog dessutom tillsammans i International Race of Champions 2006.
Efter säsongen 2006 kom Taylor att bli teamägare, och avslutade sin aktiva karriär med undantag för starter i Daytona. Angelelli följde med Taylor till det nya teamet och var nära att tillsammans med Brian Frisselle ta en överraskande titel 2009, men i en jämn avslutning på Homestead-Miami Speedway räckte det inte ända fram för duon.